# Tizi N'Ghachou
Tizi N'Ghachou  (in arabo تيزي نغشو‎?) è un centro abitato e comune rurale del Marocco situato nella provincia di Midelt, regione di Drâa-Tafilalet. Conta una popolazione di 2 557 abitanti (censimento 2014).